# 侣朋
侣朋（1921年—2008年），原名余吕鹏，男，湖南衡阳人，中国剧作家、导演，曾任中国戏剧家协会理事。

## 家庭
母亲廖苓顽。儿子海岩。孙子侣皓吉吉。